# Södra Finlands militärlän
Södra Finlands militärlän (finska: Etelä-Suomen sotilaslääni) var ett av fyra arméledda militärlän inom Finlands försvarsmakt. Militärlänet hade sitt säte och stab i Helsingfors, och var vidare indelat i tre regionalbyråer.

## Historik
På grund av den omorganisation som Försvarsmakten gjorde under åren 2012 och 2015, kom samtliga militärlän att avvecklas. Militärlänen utgick från och med den 1 januari 2015, då den nya organisationsstrukturen i Försvarsmakten trädde i kraft. De ingående förbanden underställdes direkt under arméstaben. Och regionalbyråerna underställdes truppförbanden.

## Regionalbyråer (Regionkontor)
- Helsingfors Regionalbyrå: Omfattar huvudstadsregionen
- Östra Nylands Regionalbyrå i Träskända: Omfattar Östra Nyland, Hyvinge, Träskända, Kervo, Mäntsälä, Nurmijärvi, Borgnäs och Tusby
- Nylands Regionalbyrå i Dragsvik, Raseborg: Omfattar Hangö, Raseborg, Ingå, Sjundeå, Kyrkslätt, Lojo, Karislojo och Nummi-Pusula[2].

## Ingående förband
- Gardesjägarregementet i Helsingfors
- Nylands brigad i tätorten Ekenäs (Står under Marinstabens befäl)

## Befälhavare
- Generalmajor Jaakko Oksanen (2008)
- Generalmajor Juha-Pekka Liikola (2008-2011)
- Generalmajor Markku Nikkilä (2011-2012)
- Brigadgeneral Pertti Laatikainen (2012-)